# Paz de Jassy

Territorio cedido a Rusia (rayado) tras la Paz de Jassy.

La Paz de Jassy o Tratado de Jassy (Iassy, Iassi, Iasi o Iași), firmada el 9 de enero de 1792, puso fin a la guerra ruso-turca iniciada en 1787, reconociendo el control de Rusia sobre toda la costa septentrional del mar Negro.
En 1787 el imperio otomano declaró la guerra a Rusia. Aunque en un primer momento los turcos tomaron la iniciativa, los ejércitos rusos no tardaron en imponerse. En 1788 la poderosa y estratégica fortaleza de Ochákov, que dominaba el acceso a los ríos Bug y Dniéster, cayó en manos rusas. En 1789 el ejército ruso se encontraba en el principado de Moldavia, donde se unió a las tropas de Austria, aliada de Rusia.
En 1790 murió el emperador José II de Habsburgo, lo que, unido a la situación que se vivía en Francia (que llevaría a las potencias a la intervención armada en 1792) y a la amenaza de la alianza firmada entre Prusia y el Imperio otomano (1790), llevaron a Austria a firmar un armisticio con los turcos ese mismo año.
Gran Bretaña medió entre Prusia y Austria, consiguiendo que el rey de Prusia abandonara sus beligerantes intenciones (160 000 soldados se concentraban en Silesia, en la frontera con el territorio austríaco). Por su parte, el emperador Leopoldo II de Habsburgo se comprometió a no expandirse a costa del Imperio turco. El 9 de agosto de 1791 Austria firmó la Paz de Sistova.
Rusia, sin embargo, rechazó las propuestas y presiones anglo-prusianas y prosiguió su lucha contra los turcos, a partir de entonces en solitario, llegando a cruzar el Danubio en 1791. 
Finalmente, Rusia accedió a negociar el término del conflicto y el 9 de enero de 1792 firmó el tratado de paz en Jassy, la capital de Moldavia (actualmente en Rumanía). Según se estipulaba en el documento, el imperio otamano reconocía la anexión del Kanato de Crimea por los rusos (realizada de forma unilateral en 1783) y cedía todo el territorio comprendido entre los ríos Bug y Dniéster, incluyendo la fortaleza de Ochákov.